# Нико 2
Нико 2 (енгл. Nobody 2) је амерички акционо-хумористчки филм из 2025. године, режисера Тима Тјахјанта, према сценарију који су написали Дерек Колстад, Боб Оденкирк и Умаир Алим. Наставак је филма Нико (2021). Оденкирк, Кони Нилсен, RZA, Колин Салмон, Гејџ Манро, Пејзли Кадорат и Кристофер Лојд понављају своје улоге из претходног филма, а у новим улогама им се придружују Шерон Стоун, Колин Хенкс и Џон Ортиз.
Филм је биоскопски објављен 15. августа 2025. године. Наишао је на позитивне рецензије критичара.

## Радња
Четири године након што се сасвим случајно сукобио са руском мафијом, Хач остаје дужан криминалној организацији 30 милиона долара и тај дуг одрађује непрекидном серијом плаћених ликвидација међународних криминалаца.

## Улоге
| Глумац               | Улога         |
| -------------------- | ------------- |
| Боб Оденкирк         | Хач Мансел    |
| Нолан Грантам (млад) | Хач Мансел    |
| Кони Нилсен          | Бека Мансел   |
| Пајпер Браун (млада) | Бека Мансел   |
|                      | Хари Мансел   |
| Кристофер Лојд       | Дејвид Мансел |
| Колин Салмон         | Берберин      |
| Гејџ Манро           | Блејк Мансел  |
| Пејзли Кадорат       | Еби Мансел    |
| Шерон Стоун          | Лендина       |
| Колин Хенкс          | Ејбел         |
| Џон Ортиз            | Вајат Мартин  |